# Guy Descary
Guy Descary, né le 1er septembre 1931 à Lachine et mort le 24 novembre 1991 à Lachine, est un pharmacien et homme politique québécois. Il est maire de la municipalité de Lachine de 1973 à 1991. On lui doit une grande partie de la revitalisation de la ville.

## Biographie

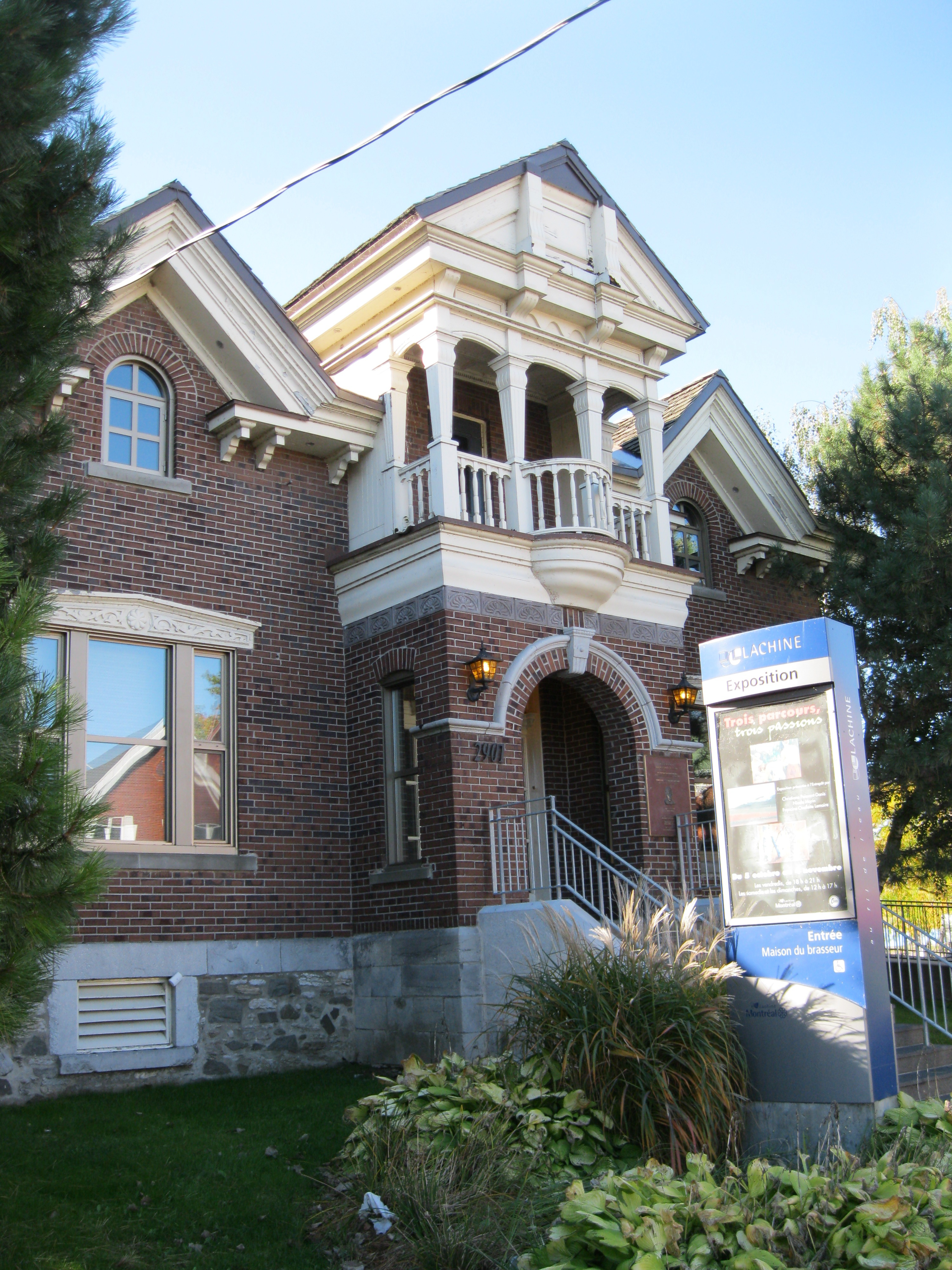
Complexe culturel Guy-Descary

Pharmacien de métier, animateur d’une émission d’affaires publiques pendant quelques années, Guy Descary est élu maire de la municipalité de Lachine en banlieue de Montréal. Il entreprend un vaste ensemble de travaux destinés à revaloriser le patrimoine de la ville. Il s'attaque d'abord au canal de Lachine, ancienne voie navigable de contournement des rapides de Lachine, puis au phare afin de créer un parc linéaire donnant un accès public au bord de l’eau.
Il crée ensuite le parc René-Lévesque sur l'ancienne jetée, alors un dépotoir maritime où s'accumulaient les déchets de dragage. On y retrouve un arboretum et un vaste jardin de sculptures. Il fait également restaurer l'ancienne brasserie Dawes, la sauvant ainsi de la démolition, et la maison Le Ber-Le Moyne, maintenant un musée, maison de pierres ayant servi de poste de traite et d'entrepôt de marchandises pour équiper les coureurs des bois.
Le Complexe culturel Guy-Descary a été nommé en son honneur.